# Viggo Kragh-Hansen
Viggo Kragh-Hansen (født 14. august 1910 i Vivild, død 19. februar 1996) var en dansk kunstmaler.
Han blev uddannet på Kunstakademiet fra 1934 til cirka 1941, hvor han var elev af Sigurd Wandel og Aksel Jørgensen.
I 1930'erne malede Kragh-Hansen landskaber og stilleben, som farvemæssigt var afdæmpede og stilistisk naturalistisk. Han flyttede under 2. verdenskrig til Sønderjylland, hvor han begyndte at lave akvareller med motiver fra Flensborg Fjord. Han blev en del af modstandsbevægelsen og holdt en tid pause fra maleriet. I slutningen af 1940'erne kom han på studieophold i Paris, finansieret af Frihedsfonden. Her mødte han de kommunistiske maler Anker Landberg (sv) og Victor Brockdorff og blev herigennem inspireret til at forsøge sig med socialrealistisk maleri. Inspireret af europæisk kunst forsatte Viggo Kragh-Hansen med den figurative kunst. Sammen med Brockdorff, Robert Jacobsen, Richard Mortensen og Gudmund Olsen var han medstifter af Den danske Kunstforening.
Viggo Kragh-Hansen vendte i 1952 tilbage til Danmark og bosatte sig atter i Sønderjylland, fra 1964 på Nybøl Vandmølle, hvor han boede til sin død. Han blev samme år medlem af kunstnersammenslutningen Corner.
I Sønderjylland mødte han Ulf Rasmussen, Hjalte Skovgaard (no) og Dan Sterup-Hansen og udviklede sin stil i mere koloristisk retning. Fra 1960 malede han talrige portrætter, ikke mindst af fremtrædende sønderjyske personligheder og fra 1980'erne malede han en række figurative billeder med mytologiske motiver.
Viggo Kragh-Hansen er begravet ved Nybøl Kirke.

## Værker i uddrag
- Nature morte, Paris (1950)
- Siddende pige i ternet kjole (1957)
- Teglværket Grønland (1966, Danmarks Lærerforening)
- Teglværker, Grønland (1968, Kongerslev-Komdrup Kommune, Ålborg Amt)
- Selvportræt (1968, Sønderborg Museum)
- Københavnske tårne (1969, Ålholm Sogns Plejehjem, København)
- H.A. Brorson (1970, Ribe Domkirke)
- Poul Hartling (1976, Folketinget)
- Morgenmøde, påskemorgen (1980)
- Skovbryn, november (1980)
- H.P. Nielsen (1985, Aabenraa Museum)
- Mads Clausen (Det Nationalhistoriske Museum på Frederiksborg Slot).